# Federico Coullaut-Valera
Federico Coullaut-Valera Mendigutia (Madrid, 25 aprile 1912 – 13 ottobre 1989) è stato uno scultore spagnolo, figlio dello scultore Lorenzo Coullaut Valera e pronipote dello scrittore, politico e diplomatico Juan Valera.

## Biografia
Continuò il lavoro di suo padre in Plaza de España a Madrid, terminando il monumento a Cervantes nel 1956-1957. 
Scolpisce varie opere in Spagna, rappresentando in particolare personaggi storici o rappresentativi della Spagna. 
Una delle sue statue raffiguranti Carlo III di Spagna viene installata nel 1976 in Olvera Street a Los Angeles. La statua è dedicata nel 1987 a Juan Carlos I di Spagna e alla regina Sofia.